# 張國源
張國源，香港編劇，曾在邵氏電影任職場記、副導演、編劇，1984年加入亞洲電視任職編劇是少數長年任職亞洲電視的編劇之一，直至1990年代中後期仍有為亞洲電視劇集擔任編審如《我來自潮州》、《我和殭屍有個約會》、《我來自廣州》等。

## 電影
- 1980年《碟仙》
- 1980年《背叛師門》
- 1981年《目無王法》
- 1981年《紅粉動江湖》
- 1983年《清宮啟示錄》
- 1983年《武林聖火令》
- 1983年《天蠶變》
- 1984年《布衣神相》
- 1984年《錦衣衛》
- 1987年《無牙殭屍》
- 1989年《猛鬼山墳》
- 1993年《午夜驚心》
- 1993年《屬雞的女人》
- 1999年《驚幻奇案：尖東浮屍》
- 1999年《原始武器》
- 2000年《友情歲月之山雞故事》

## 外部連結
- 張國源影史庫 （页面存档备份，存于）